# Schlossplatz (Hanau)
Der Schlossplatz in Hanau (früher auch Hofstatt, Schlossfreiheit und Vorburg genannt) war eine der mittelalterlichen Burg, später dem Stadtschloss vorgelagerte Freifläche zur Altstadt Hanau hin.

## Geschichte

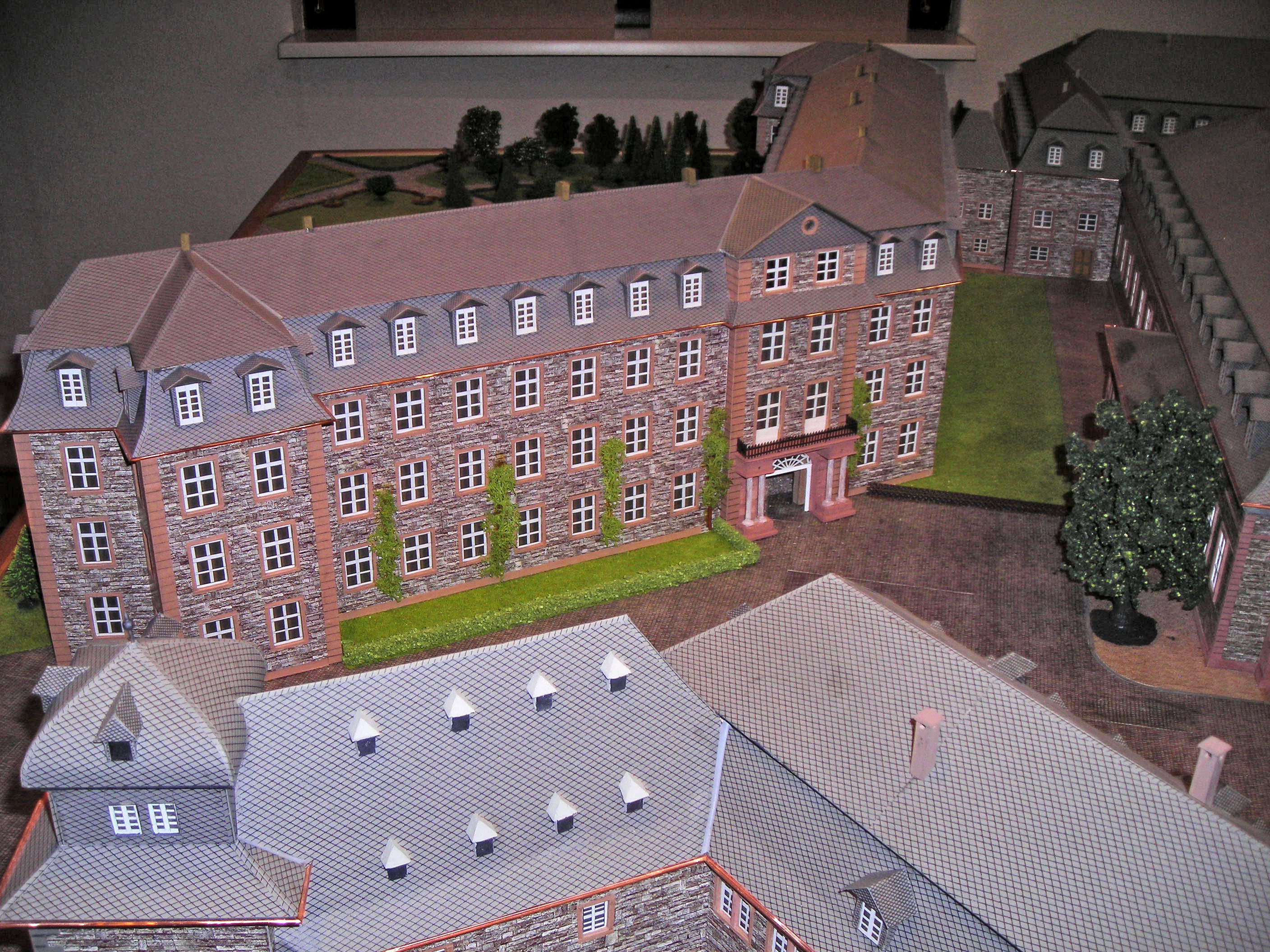
Fürstenbau vom Schlossplatz im Modell – Zustand vor der Zerstörung

Ursprünglich war der Platz von den Wohn- und Wirtschaftshöfen der Burgmannen umgeben. Bei den Schlosserweiterungen im 17. und 18. Jahrhundert wurden an seiner nördlichen und östliche Seite neue Trakte des Schlosses erbaut: der Marstall (später Stadthalle, heute Teil des „Congress Park Hanau“, CPH) und das zweite Kanzleigebäude. Die übrige Bebauung um den Platz entstammt der Aufbauzeit nach dem Zweiten Weltkrieg.

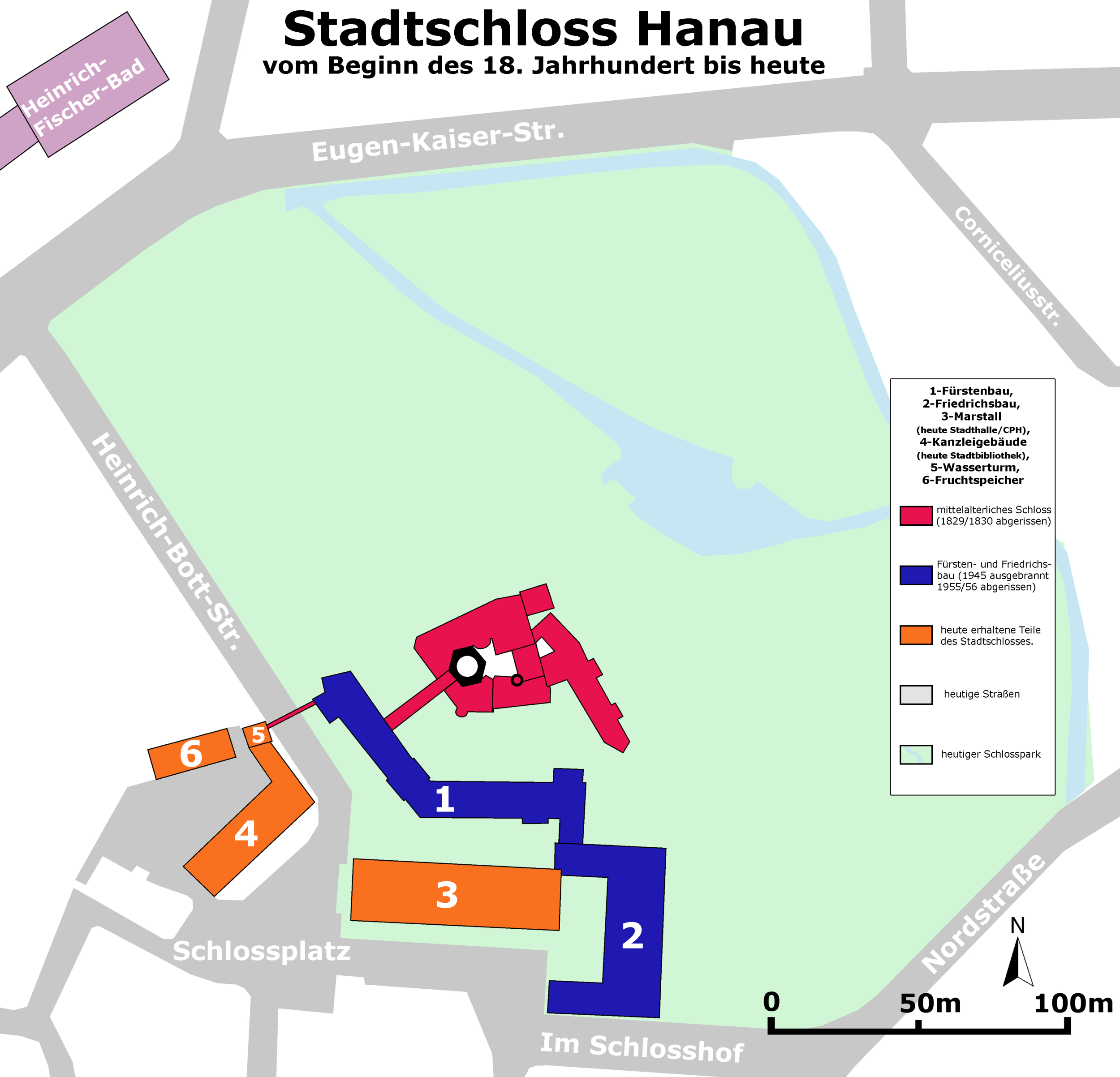
Schloss und Schlossplatz Hanau. Orange: heute noch erhaltene Gebäude

## Stadtbild
Der Schlossplatz ist der nördlichste einer Reihe von Plätzen, die sich fast axial durch Alt- und Neustadt Hanau aneinanderreihen: Schlossplatz, Altstädter Markt, Freiheitsplatz, Neustädter Markt, Französische Allee und Hafenplatz.
Der Schlossplatz ist denkmalrechtlich nach dem Hessischen Denkmalschutzgesetz Bestandteil der Gesamtanlage Altstadt mit Freiheitsplatz.

## Bebauung

### Kanzleigebäude

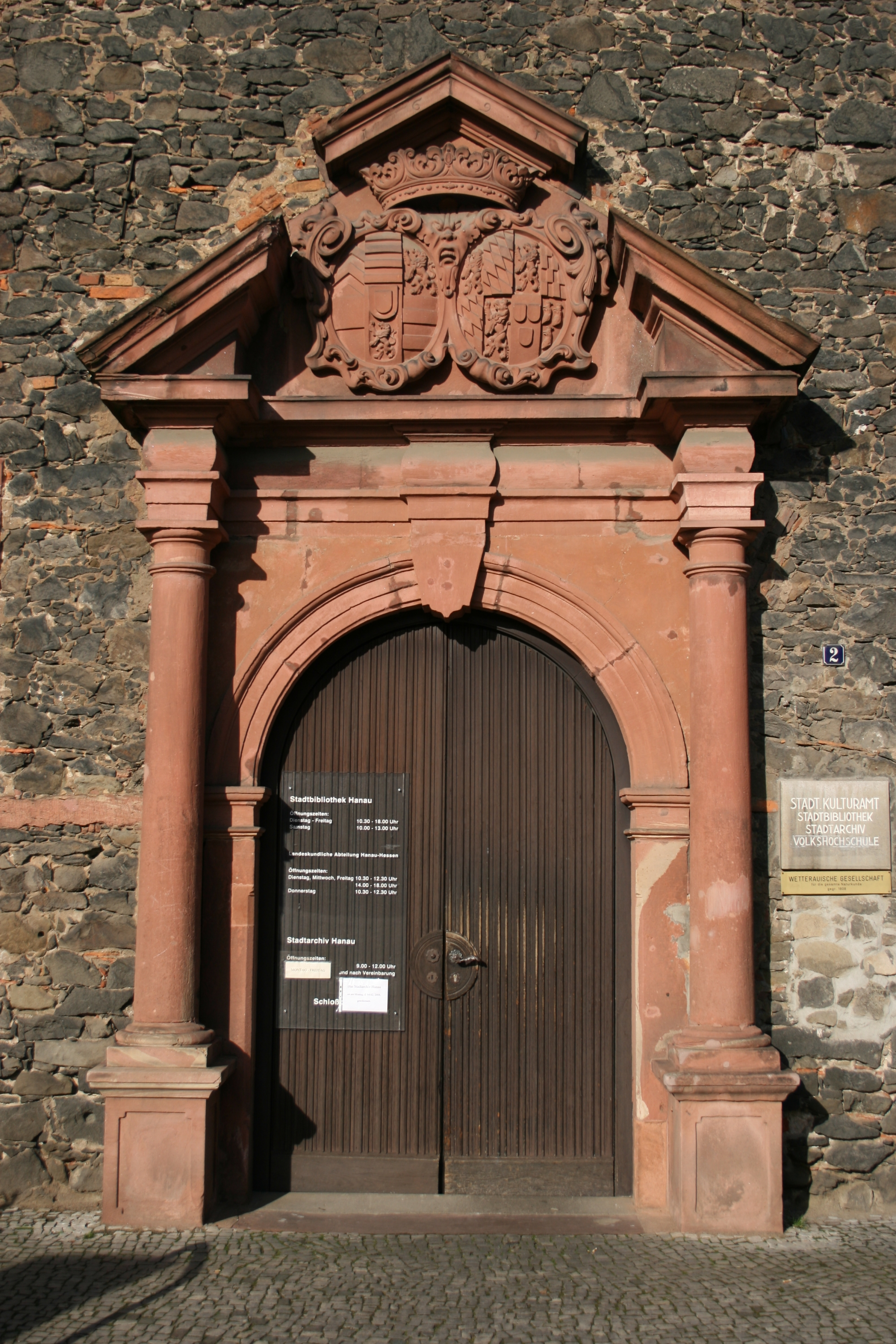
Portal des Kanzleibaus

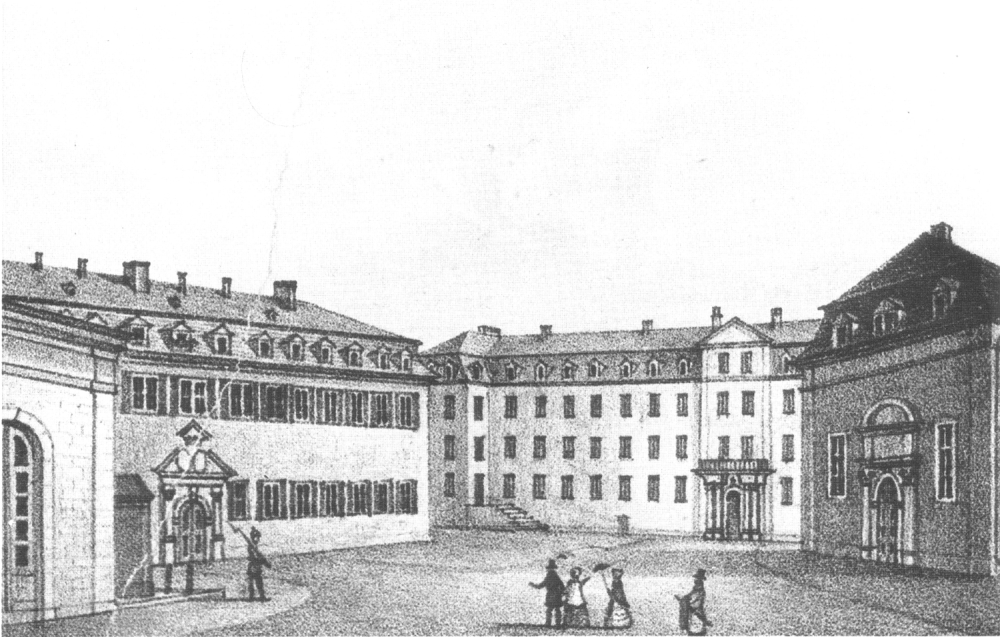
Blick vom Schlossplatz auf das Stadtschloss (Mitte). Links das Kanzleigebäude, rechts der Marstall. Lithographie G. Frank (um 1870)

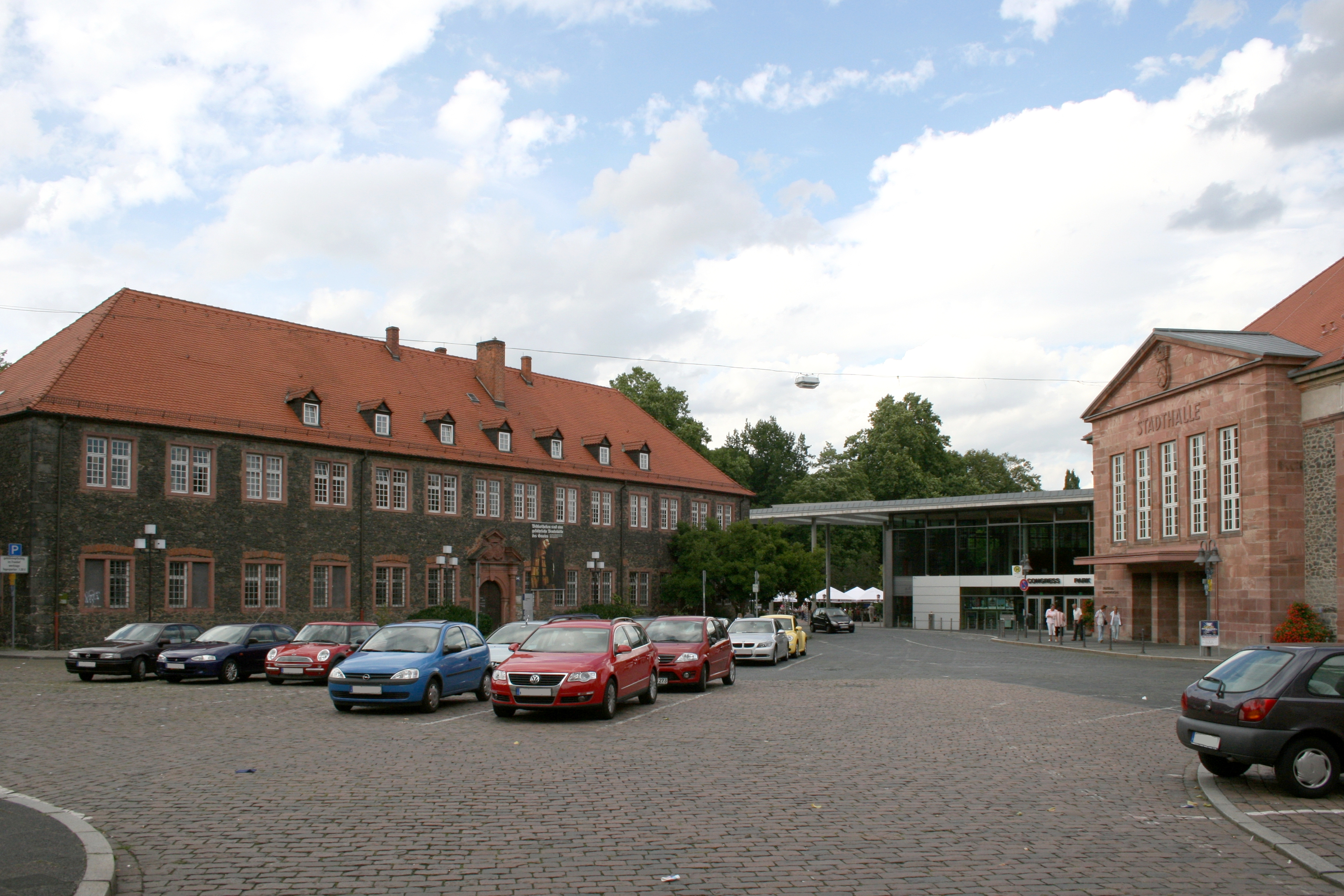
Gleiche Blickrichtung (2008): Links Kanzleibau, in der Mitte CPH, rechts die Stadthalle (ehemals: Marstall)

Das ehemalige Kanzleigebäude wurde 1685–1691 errichtet. Architekt war Johann Philipp Dreyeicher. Es wird seit dem 19. Jahrhundert kulturell genutzt. Heute beherbergt es die Stadtbibliothek mit landeskundlicher „Abteilung Hanau-Hessen“, das Stadtarchiv Hanau, sowie die Wetterauische Gesellschaft für die gesamte Naturkunde. Das Gebäude besteht aus dunklen Basalt-Bruchsteinen. Fenster- und Türlaibungen sind aus rotem Mainsandstein gearbeitet. Über dem Eingang befindet sich das Doppelwappen von Graf Philipp Reinhard (* 1664; † 1712) und seiner Frau, Pfalzgräfin Magdalena Claudia von Pfalz-Zweibrücken-Birkenfeld (* 1668; † 1704), darüber die Jahreszahl 1691 (Fertigstellung des Gebäudes).

### Marstall – Stadthalle – Congress Park Hanau
1711 bis 1713 wurde nach einem Entwurf von Julius Ludwig Rothweil am östlichen Platzrand eine barocke Reithalle errichtet, die später als Marstall des Schlosses diente. Sie wurde 1928 zu einer Veranstaltungshalle („Stadthalle“) umgebaut und erhielt für ihre Stirnseite zum Schlossplatz hin ein neues Sandsteinportal mit Hanauer Wappen im Stil der Zeit vorgeblendet. Nach dem Zweiten Weltkrieg wurde sie in gleicher Funktion wieder errichtet und erhielt nördlich einen funktionalen Anbau („Bürgerhaus“), der 2001 aufgrund von Asbestbelastungen dem neuen Congress Park Hanau (seit 2003), einem Kongress- und Veranstaltungszentrum, weichen musste. In diesen Bau wurde auch der Marstall integriert, dabei erneut umgestaltet und mit einem modernen Begleitbau versehen.

### Hans-Sachs-Haus
Das nach Hans Sachs benannte Gebäude gehört zu denen, die in der Aufbauzeit nach dem Zweiten Weltkrieg in einer für die fünfziger Jahre typischen Architektur errichtet wurden. Es beherbergte zunächst die Handwerkskammer Hanau, später städtische Behörden, darunter das Kulturamt der Stadt. Heute wird es teilweise von der Stadtbibliothek mit benutzt, mit der es durch eine verglaste Brücke auf der Höhe des ersten Stockwerks verbunden ist.

### Schlossplatzschule
Ebenfalls aus der Aufbauzeit nach dem Zweiten Weltkrieg stammen die – zurzeit leerstehenden – Gebäude der ehemaligen Schlossplatzschule. Vorher befand sich dort die Kommandantur, ein markantes Fachwerkhaus mit Erker. Die Schule wurde in ein neues Schulzentrum im Stadtteil Hanau-Lamboy verlegt. Mittlerweile gehört das Gebäude zur Karl-Rehbein-Schule, deren Hauptgebäude gegenüber steht.